# دورسيات
الدورسيات  هي فصيلة من أسماك السلور (القراميط) تُعرف أيضًا بـ أسماك السلّور الشوكية أو أسماك السلّور الناطقة. وتعيش هذه الأسماك أساسًا في أمريكا الجنوبية، خاصةً في البرازيل وبيرو وغيانا (Guianas).
وتُعد أسماك الدوراديد من القوارت (التي تقتات على المواد الحيوانية).

## التصنيف
بحلول عام 2007، قد وصل عدد الأجناس والأنواع في هذه الفصيلة إلى 31 أجناس و78 نوعا. وتُعتبر أسماك الويرذميريا هي تصنيف قائم على سلفٍ مشترك بالنسبة لكافة أنواع الدوراديدات (القراميط) الأخرى. وهذه الفصيلة هي أحادية العرق وتحتوي على الفصائل الفرعيةأسماك السلّور المسطحة والقراميط وأسماك السلّور النجمية على الرغم من أن علاقاتها تقريبًا تفككت. أما عن فصيلة أسماك السلّور النجمية فهي تحتوي على الأجناس الأمبلي دوراس والأنا دوراس والأسترو دوراس والهيبو دوراس وميرو دوراس وفيزوبكسيز وسكوربيو دوراس.

## التوزيع
تتواجد أسماك السلّور (القراميط) في معظم أحواض أنهار أمريكا الجنوبية، وعلى الرغم من غيابهم عن قنوات التصريف في ساحل المحيط الهادئ ومن قنوات التصريف الساحلية جنوب نهر ريو دي لا بلاتا (نهر). ويوجد حوالي 70% من الأنواع الصالحة للأكل في حوض الأمازون؛ ويأوي حوض أورينكو حوالي 22 نوعًا وترتيبه الثاني من حيث وفرة الأنواع التي يحويها. وعلى الصعيد الآخر، هناك نوعان فقط من أسماك القراميط تم وصفهم من وجودهم في الأحواض الساحلية الشرقية في البرازيل وهم: أسماك ويرذميريا المنقطة من جيكويتينهونها ونهر Pardo وأسماك كاليبتودواس بيهينسيز من نهر باراجواسو.

## الشكل والتشريح
تُعرف أسماك القراميط بسهولة عن طريق غطاء القفوي المُتطوّر في الزعنفة الظهرية بالإضافة إلى النتوء العظمية المتطورة على طول الخط الجانبي الذي يُشكل القشور الشوكية. أيضًا، تمتلك القراميط 3 أزواج من قرون استشعار (لا يوجد حروف أنفية بُنية حادة) وزعنفة شحمية و4-6 ومضات على الزعنفة الظهرية مع عمود فقري على الومضة (الأولى)الأمامية. تسمى هذه الأسماك في بعض الأحيان «القراميط الناطقة» بسبب قدرتها على إصدار صوت وذلك بتحريك الفقرات الصدرية بها أو هز مثانتها للسباحة. وتتراوح أحجام هذه الأسماك من 3.5 سنتيمتر (1.4 بوصة) SL في الفيزوبيكسيز القيثارية إلى 120 سنتيمتر (47 بوصة)
FL و20 كيلوغرام (44 رطل) في سمك الأوكسي دوراس النيجيري.

## وصلات خارجية
- The Family Doradidae or "Talking Catfishes" Article on Scotcat.com by Chris Ralph